# Lancsár
Lancsár (szlovákul Lančár) Köcsény-Lancsár község része, korábban önálló falu Szlovákiában, a Nagyszombati kerületben, a Pöstyéni járásban. 2001-ben Köcsény – Lancsár 538 lakosából 534 szlovák volt.

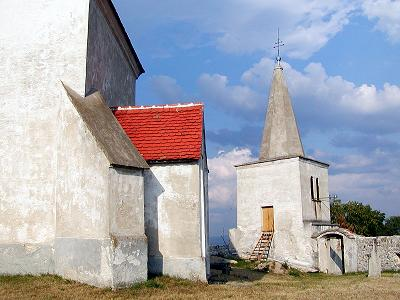
A Szent Mihály templom

## Fekvése
Pöstyéntől 16 km-re nyugatra fekszik.

## Története
1262-ben szerepel Kuerencher néven okiratban. Az 1332 és 1337 között kelt pápai tizedjegyzék Gueren-cher néven említi. 1394-ben szerepel Lanchar néven először.
Vályi András szerint "LANCSÁR. Tót falu Nyitra Várm. földes Ura G. Erdödy Uraság, lakosai katolikusok, fekszik Vág Újhelyhez harmadfél mértföldnyire, határja ollyan mint Lapassónak."
Fényes Elek szerint "Lancsár, tót falu, Nyitra vmegyében, Verbóhoz 1 órányira: 206 kath., 9 zsidó lak. Kath. paroch. templommal, bortermesztéssel, híres cseresznyével. F. u. gr. Erdődy Józsefné. Ut. posta Galgócz."
1910-ben Lancsárnak 217, túlnyomórészt szlovák lakosa volt. A trianoni békeszerződésig Nyitra vármegye Pöstyéni járásához tartozott.

## Nevezetességei
- Mihály arkangyal tiszteletére szentelt római katolikus temploma a 17. században épült, a korábbi gótikus templom helyén.
- 19. századi klasszicista kápolna.
- 18. századi harangtorony.

## Külső hivatkozások
- Községinfó
- Köcsény-Lancsár Szlovákia térképén
- Travelatlas.sk
- A Szent Mihály templom
- A templom képes ismertetője